# Rafael Lugo Sánchez
Rafael Lugo Sánchez (Ciudad de México, 19 de marzo de 1972) es un periodista y comunicólogo mexicano.
Ha colaborado en importantes medios de comunicación como director general, director de noticias, escritor, redactor, conductor, guionista y columnista.

## Estudios
Estudió dos licenciaturas, la Licenciatura en Ciencias de la Comunicación en el Instituto Tecnológico y de Estudios Superiores de Monterrey, Campus Ciudad de México y la Licenciatura en Lengua y Literatura hispánicas en la Facultad de Filosofía y Letras de la Universidad Nacional Autónoma de México.

## Carrera
En 1993 inició su trayectoria en medios de comunicación en Organización Radio Fórmula, donde trabajó por casi 8 años; fue reportero, redactor, más adelante fue jefe de información de los programas de Joaquín López Dóriga, José Cárdenas y Cúpula Empresarial. Posteriormente, Rogelio Azcárraga Madero, presidente de la Organización Radio Fórmula lo nombró Director de Noticias del grupo.
El sistema que implementó consistió en una gran plataforma de servicios para alimentar a células de trabajo conformadas por equipos de conductores, redactores y jefes de información, en el que los 180 colaboradores del sistema proveían diariamente de información y contenido a los 17 noticieros en vivo de la organización.
En 2000 fue invitado a participar para la creación del Canal de televisión Conexión Financiera, de la empresa Televisa, espacio especializado en Economía.
A finales del año 2000 recibió la invitación de Francisco Vargas Guajardo COO de MVS para tomar la Dirección de Noticias; ahí se encargó de la reestructuración y consolidación de la empresa y sus 400 colaboradores, lo que llevó a MVS a retomar la posición de liderazgo que ocupaba en el mercado de la radio. Para ello, invitó a periodistas como José Cárdenas, Raúl Peimbert, Guillermo Ortega y Jorge González Menéndez; además de colaborar en el desarrollo de las plataformas de televisión e Internet. 
En 2003 el presidente de Radio Centro lo invita como asesor y ahí emprende uno de los proyectos más innovadores en las telecomunicaciones en México: un programa diario de 7 horas de duración Comunicación y Estrategia, que actualmente sigue al aire. Además, en su experiencia en Radio Centro, produce y conduce programas de información financiera y empresarial.
En 2004 es nombrado Director de Noticias de Canal Once del Instituto Politécnico Nacional, donde incrementó la participación de audiencia en un 80%. Su desempeño contribuyó a posicionar la barra de noticias del Canal como una de sus piedras angulares y a mantener el primer lugar de la televisión mexicana en prestigio y credibilidad, según la encuesta nacional de medios. Como Director de Noticias generó para el Canal la mayor y más completa cobertura de un evento nacional en las elecciones del año 2006, al dirigir un equipo de 200 personas y obtener el reconocimiento de los consejeros del Instituto Federal Electoral. Creó programas de análisis político como Archivo Abierto, Espiral, 15 minutos y llevó a la dirección de noticias a explorar otros géneros como la revista con D todo con María Roiz, con excelentes resultados en audiencia. Como parte estratégica de esta área, desarrolló los Códigos de Ética y Autorregulación, así como las Políticas de Noticias para el Canal Once. Durante su gestión recibió diversos reconocimientos.
En 2011 fue nombrado director de Canal Once por el entonces Secretario de Educación Pública Alonso Lujambio Irazábal. En un periodo de dos años transformó la producción, imagen y programación de OnceTv México e impulsó series como Crónica de Castas, Paramédicos, Estado de Gracia, Pacientes, Hotel Garage, Niño Santo y cápsulas documentales como Nuestros Mares, Mexicanos Notables y Seis Grados de Separación.
En 2013 encabezó el proyecto de creación de la televisora El Financiero Bloomberg para México y Centroamérica, llevando a buen término y dejando al aire un nuevo canal de televisión restringida y especializada, con 24 horas de programación en vivo.
En 2015 fue nombrado director general de Comunicación Social de la Secretaría de Relaciones Exteriores.
En enero de 2018 asume la Dirección General de Comunicación Social en la Procuraduría General de la República, cargo en el que, de acuerdo a la determinación del Tribunal Electoral del Poder Judicial de la Federación, incurrió en el uso parcial de recursos públicos para afectar la equidad en la contienda electoral, así como en el uso indebido de los datos personales del candidato Ricardo Anaya Cortés, poniendo en riesgo su privacidad, al difundir tres comunicados de prensa y un video en el que se observa y escucha a Anaya conversando con Diego Fernández de Cevallos.